# جلكى مماثلة
جلكى مماثلة (الاسم العلمي: Lampetra similis) هي نوع من الحيوانات المائية يتبع جنس جلكى لاحسة الحجر من فصيلة الجلكية.